# Мејнард (Масачусетс)
Мејнард (енгл. Maynard) насељено је место без административног статуса у америчкој савезној држави Масачусетс.

## Демографија
По попису из 2010. године број становника је 10.106, што је 327 (-3,1%) становника мање него 2000. године.
| Група             | 2000.         | 2010.         |
| Белци             | 9.734 (93,3%) | 9.110 (90,1%) |
| Афроамериканци    | 108 (1,0%)    | 170 (1,7%)    |
| Азијати           | 169 (1,6%)    | 275 (2,7%)    |
| Хиспаноамериканци | 290 (2,8%)    | 377 (3,7%)    |
| Укупно            | 10.433        | 10.106        |